# Зрошення (гірництво)
Зро́шення (Зрошування) — у гірничій справі — зволоження гірничої маси.
- 1) Штучне зволоження корисної копалини, напр. вугілля, яке здійснюється, як правило, після його виймання з пласта з метою зменшення пиловиділення. В сучасних видобувних комплексах здійснюється автоматично.

- 2) Ополіскування матеріалу на грохоті для підвищення ефективності мокрої класифікації, зневоднювання або знешламлювання (див. бризкало).

- 3) Ополіскування пінного шару при флотації з метою вторинної концентрації відфлотованого компонента.

- 4) При вибухових роботах зрошення — основний засіб боротьби з пилом. Воно використовується у комплексі з вентиляцією, попереднім зволоженням масиву і внутрішньої гідрозабивкою шпурів. Зрошення здійснюється за допомогою зрошувачів — туманоутворювачів та форсунок. У виробках, які обладнані магістраллю стисненого повітря, застосовуються туманоутворювачі ТОН-5, ОП, АСШУ-М, ВВРШ та ін. При відсутності такої магістралі використовують механічні зрошувачі ударного типу ОВР-1, РС або водяні заслони, які представлені групою форсунок типу ПФ-180 і ЗФ або інших, що розташовані по периметру виробки. Туманоутворювачі і зрошувачі розташовані у підготовчій виробці таким чином, щоб факел розпиленої води був спрямований назустріч пилогазовій хмарі і повністю перекривав виробку. При використанні водяних заслонів на відстані 15-20 м від вибою створюються 2-3 зони розпилення води, які перекривають всю площу перетину виробки. Використовується також високонапірне зрошення. Зрошувачі вмикаються одразу після заряджання шпурів і після того, як майстер-підривник покинув небезпечну зону і вимикаються через 20—30 хвилин після вибуху заряду ВР. Різновидом зрошення є розпилення води у поліетиленових мішках вибухом запобіжних електродетонаторів та ВР. На вугільних шахтах, небезпечних за вибухом вугільного пилу, зрошення використовують для боротьби з осілим пилом. За допомогою ручного зрошувача РЗ-1 осілий пил зв'язується в результаті змочування його розчином перед проведенням вибухових робіт.